# Глинка, Елизавета Петровна
Елизаве́та Петро́вна Гли́нка (урождённая Поскрёбышева, широко известна в России и других странах как «До́ктор Ли́за»; 20 февраля 1962 года, Москва — 25 декабря 2016 года, Краснодарский край, Россия) — российский общественный деятель и филантроп, врач-специалист в области паллиативной медицины, основательница международной общественной организации «Справедливая помощь».
Следовала жизненному принципу «Помочь всем нуждающимся»: активно занималась развитием паллиативной службы в России, на волонтёрских началах оказывала медицинскую и гуманитарную помощь бездомным в районе Павелецкого вокзала, лоббировала идею открытия больницы для малоимущих и бездомных.
Состояла в Совете при Президенте России по развитию гражданского общества и правам человека. Погибла в авиакатастрофе самолёта Минобороны Ту-154Б-2 в акватории Чёрного моря недалеко от Сочи.

## Биография

### Ранние годы и образование
Елизавета Глинка (Поскрёбышева) родилась 20 февраля 1962 года в Москве.
Отец военный инженер Пётр Константинович Поскрёбышев. Мать — Галина Ивановна Поскрёбышева — врач-диетолог, телеведущая передач «Домашний очаг» и «Наш сад», автор десятков кулинарных книг. Вместе с Елизаветой и её братом росли двое двоюродных братьев, рано оставшиеся сиротами. Слухи о родстве с Александром Поскрёбышевым Елизавета опровергала.
Елизавета с ранних лет проявляла интерес к медицине и вспоминала, что в детстве отец сделал печать «Доктор Лиза» из картошки. После школы поступила во 2-й Московский государственный медицинский институт, окончила его в 1986 году, получив квалификацию детского реаниматолога-анестезиолога.
С будущим мужем Глебом Глебовичем Глинкой они познакомились на выставке экспрессионистов в Московском доме художника. Будучи верующими православными христианами, Глеб и Елизавета обвенчались после свадьбы.
В 1990 супруги с детьми переехали в США.
В Штатах Елизавета Глинка продолжила получать медицинское образование. Её интересовало устройство хосписов и паллиативная поддержка не только онкологических больных, но и всех нуждающихся в уходе в конце жизни, чтобы применить этот опыт на родине.
В 1991 году она прошла курс паллиативной медицины в Дартмутском медицинском институте, пять лет работала добровольцем в хосписе.
До конца жизни Глинка не переставала повышать квалификацию, в 2012 и 2014 гг. она получила американский и ирландский дипломы по «уличной медицине» (одним из принципов которой является приезд врача к бездомным больным в места их обитания), фактически занимаясь этим уже несколько лет на родине в России.

### Паллиатив и помощь бездомным
Глинка вынашивала идею создания российского хосписа очень долго, она была убеждённой сторонницей принципа, что хоспис — это «место для жизни, а не доживания», выступала против эвтаназии. Первое своё паллиативное заведение она открыла в Киеве, куда переехала семья, когда Глеб Глинка получил двухлетний рабочий контракт.
Так, 5 сентября 2001 года при Онкологической больнице открылся первый украинский хоспис, рассчитанный на 15 стационарных пациентов, включая программу домашнего ухода на 100 человек. Хоспис организовал американский фонд «VALE Hospice International», основателем и президентом которого была Елизавета Глинка. Фонду посодействовали муниципальная администрация по здравоохранению и один из депутатов украинского парламента. Одновременно с работой в киевском хосписе Елизавета сотрудничала с Первым московским хосписом, созданным Верой Миллионщиковой в 1994 году, помогая модернизировать его службы.
После Киева семья вернулась в США, но уже в 2007 году Елизавета одна приехала в Москву, чтобы ухаживать за матерью: из-за тяжёлой болезни Галина Поскрёбышева два года провела в отделении нейрореанимации клиники Бурденко.
Глинка продолжала развивать идею московской больницы для бедных и бездомных на 30 пациентов: «Фактически то, что раньше называлось богадельней. Дом милосердия…». В 2007 году, во время ухода за мамой, она основала благотворительный фонд «Справедливая помощь» (см. дальше). Елизавета долго выпрашивала у правительства Москвы и федеральных структур помещение для этой больницы. В том же 2007 году министр здравоохранения Михаил Зурабов отказал Глинке в организации хосписа, назвав такую помощь больным «нецелесообразной», а в декабре 2014 Елизавета Глинка сама отклонила предложении мэрии Москвы разместить свою службу в корпусе бывшей больницы № 11 (филиал № 1 ГКБ № 24): согласно проекту в двух других корпусах должны были находиться подопечные благотворительных фондов «Вера» и «Подари жизнь», и Глинка опасалась, что «её контингент не впишется» в такую структуру, да и в целом была против расформирования работающей больницы.
Умерших бездомных Елизавета хоронила собственными силами на личные средства или за счёт своего фонда, чтобы они не попали в государственные общие могилы: «…много лет работая с бездомными, я слышу от них одну и ту же просьбу: похороните меня по-человечески».

### Работа в горячих точках
С началом войны на востоке Украины Елизавета Глинка оказывала помощь людям, проживающим на территориях боевых действий. Вместе с правозащитниками она обращалась к обеим сторонам конфликта с призывом остановить войну, а вместе с представителями «Комитета солдатских матерей» и при помощи Совета по правам человека (СПЧ) попала в Луганск и Донецк, где проверила оснащение местных больниц и записала потребности врачей. Глинка успела до захвата местного аэропорта и начала активных боёв привезти запрошенные медикаменты и гуманитарную помощь, купленные на средства своего фонда. В дальнейшем с доставкой медикаментов помогали политики или общественные деятели, в частности, Элла Памфилова. В октябре 2014 года Глинка обвинила Международный комитет Красного Креста (МККК) в отказе предоставить гарантии на груз лекарств под предлогом «нам не нравится политика вашего президента». Глава региональной делегации МККК в России, Беларуси и Молдове Паскаль Кютта опроверг эти обвинения.
Вопрос об эвакуации детей из мест ведения боевых действий (за который её критиковали впоследствии больше всего, см. дальше ) Глинка подняла на заседании СПЧ с Владимиром Путиным и попросила подключить РЖД: «Я была наивная, думала, они дадут [поезд]». Помочь со срочной медпомощью по пути следования и последующим расположением в больницах предложил Вячеслав Володин, однако саму перевозку детей оплачивал фонд Глинки.
Елизавета начала вывозить из Донецка пострадавших детей на лечение и реабилитацию. При этом, в Россию переправлялись дети только в сопровождении родственников и с их добровольного согласия, а сироты передавались украинской стороне в Харьков.
Российский историк Тамара Эйдельман (мать фандрайзера Мити Алешковского) в интервью Юрию Дудю отмечала:
«Что бы мне ни говорили мои друзья-оппозиционеры, я восхищаюсь Лизой Глинкой, которая вывозила детей. Кого-то, кстати, о чём забывают, она вывозила на территорию Украины, кого-то, с согласия родителей, она вывозила в Россию, потому что она хотела спасать детей. И мне это кажется абсолютно правильным действием».
По воспоминаниям Глинки, ей приходилось договариваться со всеми сторонами конфликта о временном прекращении боёв на пути эвакуации, чтобы за несколько поездок «скорой помощи» забрать детей, однако условия перемирия соблюдались не всегда, связь с Глинкой несколько раз пропадала. К ноябрю 2014 года, когда Елизавета дала резонансное интервью Ксении Соколовой, вышедшее в «Снобе», 20 из 36 перевезённых на лечение в Россию детей были возвращены домой. В том же ноябре на заседании СПЧ она попросила президента законодательно решить вопрос оказания медпомощи тяжелобольным и раненым детям, вывезенным из зоны боевых действий (такой закон не был создан).
В 2016 году Глинка включилась в помощь сирийским жителям, оказавшимся среди военной операции российских войск, лично сопровождала лекарства и продукты, собранные её фондом. В сентябре 2016 года на основе раннего опыта она предложила перевезти в Россию пострадавших детей из госпиталя в Латакии, но ей удалось организовать только регулярную гуманитарную миссию. Во время своего последнего полёта Елизавета Глинка везла медикаменты, запрошенные главврачом этого госпиталя.
|  | Завтра я лечу в Донецк, а оттуда – в Сирию. Так же как и десятки других добровольцев, которые занимаются гуманитарной деятельностью. Мы (добровольцы) никогда не уверены в том, что вернемся домой живыми. Потому что война — это ад на Земле. И я знаю, о чем я говорю. Но мы уверены в том, что добро, сострадание и милосердие работают сильнее любого оружия.— из речи Елизаветы Глинки на церемонии вручения государственной премии за достижения в области правозащитной и благотворительной деятельности в декабре 2016 года |

### Гибель
25 декабря 2016 года произошло крушение самолёта Минобороны Ту-154, летевшего в Сирию. На его борту находились 92 человека. Рейс из Подмосковья до авиабазы Хмеймим сделал дозаправку в Адлере, после чего пропал с радаров над Чёрным морем. Несколько дней поступали противоречивые сведения о самом крушении и о присутствии на борту Елизаветы, окончательно этот факт подтвердил Глеб Глинка. Елизавете Глинке было 54 года. Церемония прощания с Елизаветой Глинкой состоялась 16 января 2017 года в Успенском храме Новодевичьего монастыря, похоронена на Новодевичьем кладбище на семейном участке.
Уголовное дело о крушении закрыли только в декабре 2019-го за отсутствием состава преступления.

## Гражданская деятельность
С 2005 года Глинка вела блог в «Живом Журнале» под ником @doctor_liza. С помощью блога она занималась просветительской деятельностью в области паллиативной помощи, делилась историями из жизни и впечатлениями, собирала средства, лекарства, продукты и вещи для нуждающихся. В 2010-м она получила премию «Блогер года» конкурса РОТОР.
Елизавета регулярно общалась с политиками разных уровней и фракций. По её словам, знакомство с Сергеем Мироновым состоялось в 2005 году, когда ещё из США она написала ему о больном мальчике «возмущённое письмо, и бюрократические проблемы разрешились». Уже после знакомства в Москве Миронов в частном порядке помог с машиной «скорой помощи», а после участвовал в работе её фонда. Бизнесмен и политик Михаил Прохоров привлекал Глинку в качестве эксперта медицинской программы партии «Гражданская платформа» во время своей предвыборной кампании.
В 2012-м Глинка выступила соучредителем «Лиги избирателей», призванной следить за выборами в России и пресекать фальсификации. В том же году Глинка вместе с гражданскими активистами посетила астраханского кандидата в мэры Олега Шеина, объявившего вместе с единомышленниками голодовку в знак несогласия с результатами выборов. Елизавета следила за их здоровьем и оказывала необходимую медпомощь. В ноябре того же года она вошла в Совет при президенте по развитию гражданского общества и правам человека (СПЧ). В интервью она отмечала, что изначально отказывалась от предложения, но решила воспользоваться шансом, чтобы «озвучить проблемы, которые по каким-то причинам государство сейчас не слышит».
|  | Я пошла в Совет за своих бездомных, за малоимущих, которые туда никогда не войдут. Которые пишут бесконечные письма с просьбами помочь. <...> Все, кто получил слово, имели возможность обговорить проблемы. Должна сказать, что Владимир Путин прислушивался к каждому выступающему, делал пометки... С чем-то – соглашался, с чем-то не соглашался, но, во всяком случае диалогом это назвать можно. Это действительная возможность быть услышанным. Я поняла, что озвучить проблемы – совершенно реально.— Елизавета Глинка о первом своём заседании СПЧ |

Елизавета Глинка занималась не только медицинской помощью, она пыталась не оставаться в стороне от событий, которые несли угрозу жизни и здоровью людей. С 2012 года в составе СПЧ Глинка ездила по СИЗО и колониям страны, выслушивала их жалобы на содержание и пыталась помочь. В частности, Елизавета привозила Надежде Савченко специальные питательные препараты для выхода из длительной голодовки, приезжала к Варваре Карауловой. Как член СПЧ Глинка подписала письмо с замечаниями к «закону Димы Яковлева» для Совета Федерации, призывала Госдуму поддержать амнистию фигурантов «Болотного дела», выступала за организацию переговоров с помощью СПЧ и ОБСЕ между сторонами конфликта на востоке Украине, участвовала в видеообращении в поддержку Светланы Давыдовой, оставляла содержательные комментарии к закону о паллиативной помощи и другое.
Зимой 2014 года Глинка была факелоносцем на первом этапе эстафеты Олимпийского огня в Сочи (факел хранится в музее её имени) и сразу после была в числе знаменосцев на паралимпийских играх.
В 2015-м распоряжением Путина при правительстве была создана рабочая группа по НКО, которую возглавил Вячеслав Володин, а Елизавета Глинка вошла в число 50 участников — общественные деятели, руководители регионов, представители Госдумы, министерств и Кремля. В 2016-м Елизавету дважды выдвигали как кандидата на государственные правозащитные должности: вместо ушедшего с поста уполномоченного по правам ребёнка Павла Астахова и вместо перешедшей на другую должность уполномоченной по правам человека Эллы Памфиловой. СМИ широко освещали её кандидатуру в положительном ключе, однако Глинка отказалась даже обсуждать возможность такого назначения: «Я очень тронута искренне предложением своих коллег, но это место совершенно не для меня».

## Резонансные обсуждения
Работу Глинки сопровождала критика: ей вменяли самопиар, политические амбиции, дружеские отношения с Администрацией президента РФ. Эвакуацию детей с территорий военного конфликта называли «кражей». Оппозиционные деятели отмечали, что Елизавета просит помощи об эвакуации у тех, «кто развязал эту войну», а они в ответ используют общественный вес Глинки в своих целях. Председатель СПЧ Михаил Федотов отмечал в интервью журналисту американского издания «The New Yorker» Джошуа Яффа, автору книги «Between Two Fires. Truth, Ambition, and Compromise in Putin’s Russia», где Глинке посвящена глава, что это «не власть пользовалась Лизой, это она пользовалась властью, чтобы делать добро».
|  | Наверное, потоки оскорблений и лжи, с которыми я сталкиваюсь, спасая детей, — это цена, которую необходимо заплатить за их жизни. Даром такие вещи не даются… Каждая спасенная, выхваченная из ада войны жизнь — это перелом хода вещей, предотвращение уже почти свершившегося зла. Существует мера, цена, которую я должна заплатить: мне нужно не только поехать и вынуть детей «оттуда», из-под снарядов и пуль, но и «здесь» пройти через побивание камнями, публичное унижение.– Из интервью Елизаветы Глинки Ксении Соколовой, «Сноб» |

Если Глинка и отвечала публично на такие комментарии, то объясняла, что её цель — помощь нуждающимся «любой ценой», а «не борьба с кровавым режимом», потому что «благотворительность должна быть прежде всего эффективной». Она резко отказывалась от возможности заниматься непосредственно политической деятельностью. Публика неоднозначно восприняла участие Елизаветы в подготовке правительственной акции «Мы едины» 4 ноября 2014 года, проведённой «Общероссийским народным фронтом». Глинка говорила, что она добровольно согласилась подписать письмо за антивоенный митинг, сначала уточнив состав участников и убедившись, что будут представлены все партии: «Если против войны, я первая подпишу». Глинка выходила на протестные митинги. Основатель фонда «Нужна помощь» Митя Алешковский вспоминал: «Её принято было ругать в последнее время за то, что она принимала много помощи от государственных структур, якобы тем самым их каким-то образом оправдывая. Но это неправда. Знаете, я с Лизой Глинкой стоял вместе на митинге после того, когда объявили приговор Алексею Навальному. Ночью, держась за руки, мы стояли с ней, с женой и мамой… Вот так — три женщины и я один, мы стояли против ОМОНа, сцепившись руками. Так что не нужно говорить, что Лиза Глинка продалась этой власти, это ужасно оскорбляет её память».
Самым резонансным событием оказался комментарий в интервью изданию «Православие и мир»: «Как человек, регулярно бывающий в Донецке, я не видела там русских войск, нравится это кому-то слышать или не нравится. Есть ополчение и есть украинские войска, которые выясняют между собой отношения. Идёт гражданская война, это признал и Красный Крест». За эти слова Глинка получила резкое осуждение, в том числе от коллег по благотворительной сфере. Многие восприняли её слова как отрицание роли России в войне на Украине. «Правмир» признал неточность цитирования и поправил формулировку. Единственный раз, когда Глинка комментировала свои слова, она уточнила: «Я действительно их не видела, потому что не различаю военных, которые находятся в Донецке. Украинских военных от донецких я отличу разве что по флагу или нашивкам, если таковые есть. Если я вижу украинский флаг, я знаю, что это украинская нацгвардия. Если я вижу флаг ДНР, я знаю, что это ДНР. Если увижу батальон „Айдар“, то не идентифицирую его, потому что не знаю, какой у него знак. <…> Я что, наблюдатель ОБСЕ или военный корреспондент?! Почему я должна опознавать войска, когда везу раненых детей на уазике…». Её изначальное высказывание затронуло и другие издания. Например, журнал «Сноб» был вынужден закрыть доступ к ряду авторских колонок, оставив только прямые ссылки на эти публикации, и позже выпустил разъяснение о критических выпадах в адрес Елизаветы Глинки со стороны своих колумнистов, что персональное мнение — это не позиция редакции.
Новая волна осуждения началась со вступлением России в Сирийскую войну, куда Глинка поехала проверять местные госпитали. Журналист Станислав Белковский назвал её «пиарщиком войны». Этот отрывок телеканал «Дождь» вырезал из передачи вскоре после гибели Елизаветы, сопровождавшей гуманитарный груз.

## Семья
- Мать — Галина Ивановна Поскрёбышева (1935—2008).
- Отец — Пётр Константинович Поскрёбышев.
- Муж — Глеб Глебович Глинка, практикующий российско-американский адвокат и преподаватель, русский по происхождению. Родился в Бельгии, вырос в Европе и Америке[5][64]; сын русского поэта и литературного критика, эмигранта второй волны Глеба Александровича Глинки, внук религиозного философа, публициста и критика Александра Сергеевича Глинки (Волжского)[32][65].
- Дети: родные сыновья Константин и Алексей, приёмный сын — Илья, который живёт с ними с 13 лет после смерти его приёмной матери — подопечной Елизаветы[5].

## Награды
Я знал Лизу 15 лет, и очень ее люблю. Еще десять лет назад я вручал ей нашу народную награду — Серебряного льва — за благородство, за истинно достойные поступки. Благодаря ее участию мы смогли несколько лет назад договориться с губернатором Мишариным о строительстве первого хосписа в Свердловской области. Лиза консультировала меня и обучала, когда мы совсем недавно открывали первый хоспис в Екатеринбурге. Я знал, что она летит туда, и понимал, почему для нее это важно. Она, как и всегда, хотела помогать тем, кто в этом нуждался — возила туда медикаменты для пострадавших. Мне было известно, что она хотела передать местным жителям детские инвалидные коляски, и мы передали ей десять колясок в подарок от Екатеринбурга.

### При жизни
2008
- журналистская премия имени Артёма Боровика «Честь. Мужество. Мастерство»[67]

2011
- премия Муз-ТВ «За вклад в жизнь»[68]

2012
- «Человек года» и премия «Шестое доказательство» портала «Полит.ру»[6]
- Орден Дружбы за достигнутые трудовые успехи, многолетнюю добросовестную работу, активную общественную деятельность[69]

2013
- победитель в номинации «Социальный проект» премии «Сделано в России» проекта «Сноб»[70][71]
- рейтинг самых влиятельных женщин России (19 место, в 2012-м — 58) по версии «Эхо Москвы», журнала «Огонёк» и агентств РИА Новости и «Интерфакс»[72]

2014
- медаль «Спешите делать добро» за активную гражданскую позицию по защите права человека на жизнь[73]
- персона года по версии «Ведомостей»[74]
- премия «Вера и Верность» Андрея Первозванного[75]
- «Женщина года» (3 место) по версии «Левада-Центр»[76]
- «100 людей современной России» общественно-политического издания «Русский репортёр»[77]
- награда «Спасение и милосердие» от всероссийского общественного движения «За сбережение народа»[78]

2015
- знак отличия «За благодеяние» за большой вклад в благотворительную и общественную деятельность[79][80]
- премия «Своя колея» Благотворительного фонда Владимира Высоцкого, Минкульта России и Комитета по культуре Москвы[81]
- Орден Святого Луки от Украинской православной церкви[82]

2016
- Государственная премия РФ за выдающиеся достижения в области благотворительной и правозащитной деятельности[6][83] (в 2013-м Путин учредил эту премию по предложению Елизаветы Глинки[84][85])
- ИСЭПИ включил Глинку в рейтинг самых перспективных политиков-потенциальных кандидатов в Госдуму[86][87][88] (Елизавета негативно относилась к оценке своего активизма как политической деятельности и была против упоминания в этом списке[14])

### Посмертно
2017
- посмертная награда «Золотое сердце» движения «Российский Красный Крест»[89]
- посмертная медаль СК «За чистоту помыслов и благородство дел» с формулировкой «за бесценный вклад в торжество Добра и Мира на земле»[90]
- посмертная медаль «25 лет Федеральной таможенной службе России» за активное взаимодействие с таможенными органами[91]

2020
- включена в «Список памятных людей десятилетия» Русского биографического института[92]

## Память
В 2008 году выпускница ГИТИСа Ольга Маурина сняла фильм «Вокзал по средам» про работу Глинки на Павелецком вокзале. Журналистка и режиссёр Елена Погребижская выпустила свою документалку «Доктор Лиза», которая в 2009-м получила премию ТЭФИ как лучший неигровой фильм. В 2010-м кинорежиссёр Тофик Шахвердиев сделал документальный фильм «Мой друг Доктор Лиза», на следующий год ленту также признали лучшим неигровым кино на премии «Ника».
Журналист The New Yorker Джошуа Яффа посвятил Елизавете Глинке главу в книге-бестселлере Between Two Fires. Truth, Ambition, and Compromise in Putin’s Russia, вышедшей в 2020 году, где он сравнивает её с «современной российской Флоренс Найтингейл», которая настаивает на спасении невинных граждан и помощи нуждающимся.
Через несколько дней после гибели Глинки крымская художница Ксения Симонова создала песочный фильм памяти. Друг Глинки Борис Гребенщиков разрешил использование своей песни «Не было такой» в качестве аудиосопровождения.
В день похорон Елизаветы Глинки в нескольких российских городах прошли стихийные акций памяти. Сразу после гибели началось публичное обсуждение возможности канонизации Глинки. После панихиды высказывался митрополит Крутицкий и Коломенский Ювеналий, что с церковной точки зрения есть все основания считать Доктора Лизу праведницей. О том, что это не преждевременно, говорили член Патриаршего совета по культуре протоиерей Леонид Калинин, этой же позиции придерживался Глеб Глинка в интервью «Дождю».
В ноябре 2017 года была представлена книга «Доктор Лиза Глинка: „Я всегда на стороне слабого“. Дневники, беседы», а собранные средства от её продажи переданы на благотворительность. В неё вошли её статьи из блога в «Живом журнале», резонансные интервью, историческая справка. О книге хорошо отзывался в частности писатель Евгений Водолазкин. Позже вышло расширенное переиздание (не для продажи), к которому бывшие коллеги выпустили фотоальбом «Лиза Глинка. Письма о Любви к людям». Одноимённый документальный фильм «Я всегда на стороне слабого» создали Антон Герц и Оксана Бондарева. Лента была представлена в ноябре 2021 года в московском «Доме кино».
В 2017-м Борис Гребенщиков посвятил Глинке февральский благотворительный фестиваль «Разные люди» в Москве. В 2017-м СПЧ совместно с Российским Красным Крестом и фондом «Справедливая помощь» объявили о намерении учредить премию имени Доктора Лизы. В 2018 году почта ЛНР выпустила марку с изображением Глинки. В 2020-м в Госдуме была открыта временная выставка «Работа Елизаветы Петровны Глинки».
С 2019 года режиссёр Оксана Карас работала над художественным биографическим фильмом «Доктор Лиза», в котором Елизавету сыграла Чулпан Хаматова. Фильм был презентован в 2020-м, вызвал волну рецензий и публикаций кинокритиков. Картина получила приз зрительских симпатий «Кинотавра», две премии «Ника». К выходу фильма группа ДДТ записала клип на песню «Доктор Лиза», а продюсеры фильма с помощью нейросети воссоздали голос Глинки, чтобы озвучить фразы из онлайн-дневника и цитаты из интервью.
Предложения присвоить тем или иным объектам имя Елизаветы Глинки начались сразу после её гибели и продолжались до 2022 года. Евгений Ройзман предлагал назвать её именем екатеринбургское отделение паллиативной помощи ЦГБ № 2. Мэрия Москвы посвятила Елизавете центр социальной адаптации «Люблино», помогающий бездомным и безработным, а Сергей Шойгу — одно из медицинских учреждений Минобороны. Рамзан Кадыров назвал реконструированную детскую больницу в Грозном, год спустя ко Дню медработника там же был открыт памятник. Под Владимиром имя Глинки носит Вязниковский дом-интернат для престарелых инвалидов. Мемориал Елизавете есть на территории детского отделения в Горловке, на центральном входе Республиканской детской клинической больницы в Донецке висит памятная доска, с мая 2021 года больница носит имя Глинки. Памятник установлен у подмосковного центра «Созвездие», где проходили реабилитацию донецкие дети. Именем Глинки названа новосибирская школа № 214, на ней также установлена мемориальная доска, улица в Калининском районе Уфы и военный детский клинический санаторий в Евпатории. В 2021 году в Красногорске открыли первый в мире памятник  Елизавете Глинке. 7 марта 2024 года в Петербурге был открыт памятник Елизавете Глинке. 9 сентября 2024 года в Москве был открыт памятник Елизавете Глинке.

## Благотворительный фонд

### «Справедливая помощь»
Фонд «Справедливая помощь» был образован в 2007 году. В 2013-м организация получила от мэрии Москвы в безвозмездное пользование на 10 лет нежилое помещение в подвале на Пятницкой улице, 17/4 с1 — там находился офис, место приёма граждан и склад. Фонд оказывал материальную и медицинскую помощь онкологическим больным и людям с другими неизлечимыми болезнями, которые не имели возможности оплачивать лечение, а также собирал гуманитарную помощь для нуждающихся в регионах. Попросить помощи мог любой человек в тяжёлой жизненной ситуации. Елизавета с волонтёрами выезжала домой к тяжело больным, а по средам они оказывали первую медицинскую помощь бездомным и малоимущим на площади у Павелецкого вокзала, кормили и раздавали одежду. Благотворительным организациям официально не разрешалось устанавливать фургоны с едой и медикаментами рядом с московскими вокзалами, власти города регулярно пытались перенести точку приёма фонда и предлагали площадки, от которых отказывалась сама Глинка: «Там гололед, там „скорая“ еле проезжает, потому что там однополосная дорога. Я там „скорую“ свою не припаркую никак. Там места нет. Но даже если забыть о нас, скажите, пожалуйста, как больные туда пройдут по этому гололеду? Люди на костылях и на колясках не пройдут. Больные туда дойти физически не могут. Врачи там упали. Я упала». Только в начале 2011-го власти города утвердили Кожевническую улицу, 8 как основную выездную точку помощи команды Глинки.
Сначала в фонде «Справедливая помощь» помимо Елизаветы, занимавшей должность исполнительного директора, было всего четыре человека: врач Иван (работал на выездах два раза в неделю), водитель Павел, офисная сотрудница Елена и президент фонда — депутат Александр Чуев. Изначально фонд не собирался помогать онкологическим пациентам, у которых был доступ к государственным хосписам, но из-за различных жизненных обстоятельств брали и их. В среднем одномоментно у фонда было 1,5—2 тысячи подопечных.
В 2010-м Елизавета подключила «Справедливую помощь» для сбора в пользу пострадавших от лесных пожаров, в частности, долю средств от продажи альбома «Наша жизнь с точки зрения деревьев» выделила группа «Аквариум» (тогда же Глинка подверглась массированной критике со стороны членов «Единой России» после отказа прокомментировать работу их волонтёров в тушении возгораний), а в 2012-м Елизавета собрала 16 млн рублей для пострадавших от наводнения в Крымске.
Несмотря на поддержку ряда политиков, в работе «Справедливой помощи» регулярно возникали сложности. В 2012-м ФНС провела внеплановую проверку и ненадолго приостановила счета фонда, объяснив это нехваткой документов. В июле 2013-го возникли проблемы с правом использования помещения на Пятницкой улице. Мэрия предложила использовать пространство только под административные цели, то есть без возможности принимать граждан. Вопрос был решён в пользу фонда, но уже в сентябре в фонд пришла вооружённая проверка: «…участковый вел себя бесцеремонно, напугал всех висящей на поясе кобурой, разговаривал с сотрудниками фонда грубо и пренебрежительно, копию с жалобы сделать не разрешил, мотивируя отказ тем, что это может повредить жалобщику. Удалось лишь узнать, что жалоба прислана в окружное УВД из предвыборного штаба Сергея Собянина». А после ухода участкового во двор приехали трое сотрудников ППС с автоматами. ГУ МВД России по Москве не смогло официально прокомментировать ситуацию. В 2013 году из-за банкротства «Мастер-банка» фонд, который держал там счёт, потерял 2,3 млн рублей — не удалось вернуть даже застрахованные средства, их пришлось списать. В 2015-м фонд не смог открыть PayPal-счёт для помощи раненым и тяжелобольным детям из пострадавших районов Донбасса, PayPal официально не связывал это с санкциями из-за аннексии Крыма Россией, но сначала затягивал проверку документов, ссылаясь на сложные российские законы в области НКО, а после решил отказать «из соображений безопасности».
«Справедливой помощи» регулярно помогали известные люди, так, в Попечительском совете состояли Гарик Сукачёв и Юрий Шевчук. Фонду передали средства с благотворительного концерта 2009 года в ДК Горбунова, где выступали Вячеслав Бутусов, Пётр Налич, Сурганова, Пелагея и Земфира. В 2014-м Андрей Макаревич перечислил фонду выигранные в суде у Александра Проханова 500 тыс. рублей: «…они пойдут тем детям, для которых я пел в Святогорске». Борис Гребенщиков, являясь попечителем фонда и другом Глинки, неоднократно проводил концерты в пользу тяжелобольных детей в клинике доктора Лизы.
С началом войны на Донбассе в 2014 году российские власти стали незаконно вывозить детей, потерявших родителей, и сирот из Луганской и Донецкой областей. По неофициальным данным, фонд «Справедливая помощь» под руководством Глинки к 2017 году вывез около 500 детей из Донбасса в Россию. Формально вывоз осуществлялся для оказания медицинской помощи и лечения тяжёлых заболеваний, но без согласования с украинскими властями. Глинка утверждала, что вывоз детей происходил с согласия родителей. В 2015 году Министерство иностранных дел Украины потребовало от Москвы согласовывать любые перемещения детей с Киевом, подчёркивая, что такие действия нарушают международное право и могут рассматриваться как похищение. В 2017 году Украина подала иск в Европейский суд по правам человека, обвиняя Глинку в незаконном вывозе более 500 детей из ЛНР и ДНР. После гибели Глинки в авиакатастрофе фонд продолжил вывоз тяжело больных детей из Донбасса без согласования с украинскими властями.
После гибели Елизаветы Глинки фонд был переименован в международную благотворительную организацию «Справедливая помощь Доктора Лизы». Однако, почти сразу случился кризис управления и расхождение в взглядах на руководство. В феврале 2017-го президентом фонда стала журналистка и подруга Глинки Ксения Соколова, её приняли не все старые сотрудники. Ксению критиковали за резкое увеличение своего оклада, желание поменять формат помощи бездомным на вокзале по примеру «Ночлежки», за планы по переустройству плана «Дома милосердия», который был мечтой Елизаветы, в лечебно-патронажный центр на 150 коек. Соколова, в свою очередь, впервые в истории фонда привлекала государственное финансирование (гранты), фонд продолжил вывоз тяжело детей из Донбасса и Сирии. За год работы Соколова перевезла офис из подвала в помещения по соседству. В июле 2018 года Попечительский совет фонда предложил Соколовой передать управление новому менеджменту, потому что она не смогла представить отчётность за 2017 год и план работы на новый финансовый год, даже правозащитница Людмила Алексеева была вынуждена обратиться в декабре 2017-го к Владимиру Путину с просьбой взять фонд под личный патронат. В августе 2018-го бывшая помощница Глинки Наталья Авилова обратилась в Следственный комитет с жалобой на «нецелевой расход средств» в фонде «Справедливая помощь Доктора Лизы». СК возбудил уголовное дело по факту злоупотребления должностными полномочиями (ч. 1 ст. 201 УК), Ксения Соколова покинула страну «на лечение», а в мае 2021-го она составила ответное обращение в отношении Натальи Авиловой с требованием возбудить уголовное дело о ложном доносе.
После отъезда Соколовой в 2018 году фонд возглавила Татьяна Константинова, работавшая волонтёром с Глинкой в 2006 году (в 2010-м Константинова зарегистрировала фонд «Живой», а после 2014 была исполнительным директором фонда поддержки слепоглухих «Со-единение»). В 2019 году председатель Госдумы Вячеслав Володин создал и возглавил Совет фонда «Справедливая помощь Доктора Лизы», выделив из бюджета 21 млн рублей. Дополнительно он пожертвовал по 2,5 млн собственных средств поровну этой организации и второй — фонду «Доктор Лиза».

### Фонд «Доктор Лиза»
Отдельный фонд под руководством Натальи Авиловой, созданный в мае 2018 года частью старой команды, ушедшей из «Справедливой помощи». Организация продолжает миссию милосердия и добра, сформулированную при жизни Елизаветы, работает с бездомными, одинокими пенсионерами и инвалидами, неизлечимо больными людьми, а также помогает детям, пострадавшим от войн и стихийных бедствий, а также семьям, находящимся в зонах чрезвычайных ситуаций. Среди рабочих планов Авилова озвучивала намерение создать филиал на Донбассе, чтобы продолжить благотворительную миссию по спасению детей.
Фонд, где продолжится работа под девизом Елизаветы: «Мы помогаем тем, кому некому помочь». Новый фонд будет небольшим, мобильным, гибким. Так работала Елизавета, когда можно и нужно немедленно принять решение и прыгнуть в самолет, поехать за детьми или на пожары.— Глеб Глинка о новом фонде «Доктор Лиза»
Средства фонда формируются из частных пожертвований. Команда не рассчитывает на финансовую помощь крупных организаций и бюджетные средства, продолжая принцип создательницы — работа с опорой на человеческое милосердие и частные пожертвования.
Фонд располагается по адресу Пятницкая, 18, то есть недалеко от исторического подвала, в котором долгое время была приёмная доктора Лизы. В день рождения Глинки в 2020 году в офисе открыли музей Доброты и Милосердия в память о ней и выставку личных вещей. В помещении постоянно транслируются документальные фильмы о Елизавете Глинке и ее работе, ролики, архивные записи, песчаное видео Ксении Симоновой..